# ジュゼッペ・アンダローロ
ジュゼッペ・アンダローロ（Giuseppe Andaloro, 1982年 - ）はイタリアのピアニスト。パレルモ出身。

## 略歴
2000年ミラノのヴェルディ音楽院を首席で卒業。第17回ポルトガル・ポルト市国際音楽コンクールをはじめとして、第1回仙台国際音楽コンクールピアノ部門や第55回ブゾーニ国際ピアノコンクールなど多くのコンクールで第1位を獲得し、一躍注目を集めた。ヴェルディ音楽院の大学院を修了(学制改革による大学院第一期生)。世界各地でコンサートを行っている。現在は、ニコリーニ音楽院のピアノ科教授である。

## ディスコグラフィー
- 西江辰郎&アンダローロ デュオリサイタル - 2005年、フォンテック
- リスト：ピアノ曲全集（メフィスト・ワルツ全曲ほか） - 2007年、Naxos
- フランク&プロコフィエフ 西江＆アンダローロ デュオリサイタル2 - 2007年、フォンテック